# Giorgio Stassi
Giorgio Stassi (Gjergji Stasi in albanese; Piana degli Albanesi, 26 marzo 1712 – Palermo, 1802) è stato un vescovo cattolico italiano di etnia arbëreshë, primo vescovo ordinante di rito greco in Sicilia.

## Biografia
Nacque a Piana degli Albanesi, anticamente conosciuta come Piana dei Greci, il 26 marzo 1712.
Sacerdote dell'Oratorio di San Filippo Neri per i preti celibi di rito greco, fu alunno di padre Giorgio Guzzetta.
Succeduto nell'ufficio di rettore del seminario greco-albanese di Palermo a seguito della morte di Paolo Maria Parrino nel 1765, il 25 giugno 1784 fu nominato vescovo titolare di Lampsaco e primo vescovo ordinante per le colonie albanesi di rito greco-bizantino in Sicilia. Ricevette la consacrazione episcopale il 4 luglio dello stesso anno.
Dotto nelle scienze sacre, fu autore del Commentaria in canonem XXIII Concilii Chalcidonensis e Orthodoxiae.
Morì a Palermo nel 1802 e fu sepolto nel duomo di Piana degli Albanesi.

## Genealogia episcopale
La genealogia episcopale è:
- Cardinale Scipione Rebiba
- Cardinale Giulio Antonio Santori
- Cardinale Girolamo Bernerio, O.P.
- Arcivescovo Galeazzo Sanvitale
- Cardinale Ludovico Ludovisi
- Cardinale Luigi Caetani
- Cardinale Ulderico Carpegna
- Cardinale Paluzzo Paluzzi Altieri degli Albertoni
- Papa Benedetto XIII
- Papa Benedetto XIV
- Papa Clemente XIII
- Cardinale Pietro Colonna Pamphili
- Arcivescovo Giovanni Crisostomo de Clugny, O.F.M.Conv.
- Vescovo Giorgio Stassi